# Massive Attack

Massive Attack Logo vom Blue Lines Album

Massive Attack ist eine britische Trip-Hop-Band aus Bristol. Sie ist neben Tricky, Smith & Mighty und Produzent Nellee Hooper Ende der 1980er Jahre in ihrer Heimatstadt aus dem Künstlerkollektiv The Wild Bunch hervorgegangen und gilt als eine der stilbildenden Bands in ihrem Genre.

## Bandgeschichte
Gründungsmitglieder von Massive Attack sind Robert „3D“ Del Naja, Grantley „Daddy G“ Marshall und Andrew „Mushroom“ Vowles. 1990 veröffentlichten sie die erste Single Daydreaming. Nach einigen weiteren Singles erschien 1991 das Debütalbum Blue Lines, auf dem auch Tricky, ein alter Freund aus The-Wild-Bunch-Zeiten, mitwirkte. Kennzeichnend für die Musik dieses Albums sind ein durchgehend entspannter, langsam groovender Beat, die Verwendung von Samples aus dem Jazzrock (unter anderen von Billy Cobham, Tom Scott und dem Mahavishnu Orchestra) und der Einsatz verschiedener Sänger und Sängerinnen; unter anderem Shara Nelson (Unfinished Sympathy und Safe from Harm) und Tracey Thorn (Protection und Better Things).
Schon kurze Zeit nach Erscheinen von Blue Lines nannte sich die Gruppe aufgrund des Golfkrieges in Massive um, da die Phrase Massive Attack im Zuge der Kriegsberichterstattung für Flächenbombardements verwendet wurde. Der Name führte zunächst zu Verwirrung; eine US-Tour floppte. 1994 änderte die Band den Namen wieder in Massive Attack. Auch in späteren Jahren protestierte Massive Attack gegen kriegerisches Vorgehen, besonders im Zusammenhang mit dem Irakkrieg. Erneut unter dem alten Namen erschien 1994 das zweite Album Protection mit Tracey Thorn, Nicolette und Horace Andy als Gastsängern. Es enthielt mit Weather Storm und Heat Miser erstmals zwei Instrumentalstücke. Beide wurden von Craig Armstrong komponiert, der auch für die Streicherarrangements des Songs Sly verantwortlich war. Gleichzeitig beendete Tricky die Zusammenarbeit mit der Band und startete eine erfolgreiche Solokarriere. No Protection wurde 1995 als Protection-Remix von Mad Professor veröffentlicht. Im selben Jahr beteiligte sich die Band an dem Help-Album zugunsten bosnischer Kriegsopfer mit dem Song Fake the Aroma (im Kern eine neue Version des Stücks Karmacoma von Protection). Zwei Songs von Protection sind im Film 187 – Eine tödliche Zahl zu hören.
1997 kam eine EP mit dem Namen Risingson heraus. Dieser Song war die erste Single aus dem 1998er-Album Mezzanine und zeigte die neu eingeschlagene Richtung von Massive Attack. Das Album kennzeichnen der erstmalige Einsatz von E-Gitarren, langsame Beats und düstere Sounds. Gastsänger waren Elizabeth Fraser (ehemals Cocteau Twins, unter anderem auf dem Song Teardrop), Horace Andy und Sara Jay. Die Fans waren teilweise enttäuscht; trotzdem wurde das Album ein kommerzieller Erfolg und sehr positiv bewertet. Vowles stieg 1999 aus, da auch er mit der musikalischen Entwicklung der Band nicht einverstanden war. Außerdem hatte Massive Attack 1998 einen Song zum Film Pi von Darren Aronofsky beigesteuert.
Zunächst wurde es wieder ruhiger um die Band, bis Anfang 2003 das Album 100th Window erschien, das fast im Alleingang von Robert Del Naja und Produzent Neil Davidge geschrieben wurde. „Daddy G“ stieg zu dieser Zeit aus, um sich Zeit für seine Familie zu nehmen. Auf der folgenden Tournee zu 100th Window stieß er wieder hinzu. Das Album ist eine konsequente Weiterentwicklung von Mezzanine und enthält komplexe, elektronische Soundlandschaften und eine melancholische Atmosphäre. Den Gesangspart übernahm Robert Del Naja selbst, außerdem wirken Sinéad O’Connor und wiederum Horace Andy als Gastsänger mit. Zum ersten Mal enthielt ein Massive-Attack-Album keine Samples. Im Jahr 2005 erschien zum ersten Mal ein kompletter Soundtrack der Band – zum Spielfilm Unleashed – Entfesselt.
2006 wurde eine Collected Best-of-CD veröffentlicht, die Songs aus fünfzehn Jahren Bandgeschichte und ein neues Stück mit Terry Callier enthält. Zudem wurde eine Special Edition veröffentlicht, die neben der normalen CD auch eine Dual-Disc mit unveröffentlichtem Material, Remixes und Videos enthält. Die Veröffentlichung der CD wurde durch eine ausgiebige Tour unterstützt, bei der Elizabeth Fraser die Band erstmals als Gastsängerin unterstützte.
Im Jahr 2007 wurde es etwas ruhiger um die Band, da sie parallel zur Fertigstellung des fünften Studioalbums auch Soundtracks für die Filmprojekte In Prison My Whole Life und Battle in Seattle fertigstellten. 2008 befanden sich Massive Attack wieder auf Tournee, auf der sie neben neuen Gastsängerinnen auch neue Songs präsentierten. Höhepunkt der 2008er-Tour war die Leitung des Meltdown Festivals, bei dem Grace Jones ihr Comeback feierte.
Im Februar 2010 erschien das fünfte Studioalbum Heligoland. Auf dem Album sind neben Robert Del Naja und Daddy G, der erstmals seit Mezzanine an einer Albumproduktion involviert ist, auch Horace Andy, Damon Albarn, Guy Garvey von Elbow, Hope Sandoval, Tunde Adebimpe von TV on the Radio und Martina Topley-Bird als Sänger zu hören. Robert Del Naja griff bei der Produktion auf das bewährte Team um Neil Davidge zurück, während Daddy G Unterstützung vom britischen Produktionsteam The Robot Club erhielt. Der Track Paradise Circus wurde im Oktober 2011 in einer Remix-Version von Burial zusammen mit dem neuen Song 4 walls als 12″-Single veröffentlicht.
Nach mehrjähriger Pause erschien am 28. Januar 2016 die EP Ritual Spirit. Als Gastmusiker fungieren Tricky (Take It There), die Young Fathers (Voodoo In My Blood), Roots Manuva (Dead Editors) und Azekel (Ritual Spirit).

## Bedeutung
Massive Attack beeinflusste das gesamte Trip-Hop-Genre und damit auch Bands wie Morcheeba und Portishead. Sowohl das Debütalbum Blue Lines als auch das 1998er-Album Mezzanine werden vom US-amerikanischen Musikmagazin Rolling Stone in dessen Liste der „500 besten Alben aller Zeiten“ geführt. Für Bono ist Massive Attack „eine der wichtigsten Bands in der Geschichte der Popmusik“. Bekannt sind auch Massive Attacks Musikvideos, die ähnlich anspruchsvoll konstruiert sind wie die Musik selbst. Beispielsweise kommt das von Baillie Walsh gedrehte Video zu Unfinished Sympathy vom Album Blue Lines ohne einen einzigen Schnitt aus (One-Cut-Video) – das heißt, man sieht von Anfang bis Ende eine einzige sich bewegende Einstellung. Ein weiteres One-Cut-Video, gedreht von Michel Gondry, ist das Video zu Protection. Das Video zu Teardrop, gedreht von Walter Stern, das ein singendes Kind im Mutterleib zeigt, bekam 1998 bei den MTV Europe Music Awards den Preis für das beste Video.

## Sonstiges
Der Song Teardrop läuft als Hintergrundmusik im Intro der TV-Serie Dr. House, RTL verwendet wegen Lizenzstreitigkeiten einen extra komponierten Song, der aber sehr an Teardrop erinnert. Auf den in Deutschland erschienenen DVD-Episoden ist allerdings das Original zu hören, sowie im Werbespot des Videospiels Assassin’s Creed. Auch in einer Episode der Serie Prison Break ist der Song zu hören, sowie in einer Folge der Serie Liaison. Im ersten Matrix-Film hört man den Song Dissolved Girl. Angel ist ebenfalls in vielen Soundtracks zu hören, vor allem die basslastige, instrumentale erste Minute (z. B. Snatch – Schweine und Diamanten, im Vorspann von Firewall, als Leitmotiv in dem Film Stay, oder in Episode 22 der Staffel 4 der Serie The West Wing). Außerdem ist der Song Angel im Werbespot von Far Cry 2, einer Hugo Boss Werbung mit Ryan Reynolds und einem Adidas Werbespot mit Zinedine Zidane zu hören. Der Song Inertia Creeps wurde im Film Stigmata verwendet.
Der Perfecto-Mix von Unfinished Sympathy wird als Titelmelodie für die Serie Zwei bei Kallwass auf Sat.1 verwendet, desgleichen in der Instrumentalversion regelmäßig als Zwischenmusik der Informationen am Morgen auf DLF. Der Song Teardrop läuft auch immer wieder bei der ARD-Serie Sternenfänger.
Unfinished Sympathy wird auch im Film Sliver mit Sharon Stone und William Baldwin verwendet.
Die Titelmusik der britischen Krimiserie Luther ist Paradise Circus aus dem Album Heligoland.
In der dritten Episode der Serie Person of Interest im Oktober 2011 wurde der Song Live With Me, eine Kooperation mit Terry Callier verwendet.
Am 11. Dezember 2011 hatte ihr Song Splitting the Atom in der amerikanischen HBO-Serie Luck mit Dustin Hoffman Premiere als Titelmusik.
Der Instrumentaltrack Superpredators ist in Vor- und Abspann des Spielfilms Der Schakal mit Bruce Willis und Richard Gere zu hören.
Der Name „Massive Attack“ hat eine doppelte Bedeutung: Wörtlich übersetzt aus dem Englischen bedeutet er „massiver Angriff“. In der jamaikanisch-kreolischen Sprache steht Massive für Publikum, der Bandname also für „Angriff auf das Publikum“.

## Diskografie

### Studioalben
| Jahr | Titel        | Höchstplatzierung, Gesamtwochen, AuszeichnungChartplatzierungen (Jahr, Titel, Platzierungen, Wochen, Auszeichnungen, Anmerkungen) | Höchstplatzierung, Gesamtwochen, AuszeichnungChartplatzierungen (Jahr, Titel, Platzierungen, Wochen, Auszeichnungen, Anmerkungen) | Höchstplatzierung, Gesamtwochen, AuszeichnungChartplatzierungen (Jahr, Titel, Platzierungen, Wochen, Auszeichnungen, Anmerkungen) | Höchstplatzierung, Gesamtwochen, AuszeichnungChartplatzierungen (Jahr, Titel, Platzierungen, Wochen, Auszeichnungen, Anmerkungen) | Höchstplatzierung, Gesamtwochen, AuszeichnungChartplatzierungen (Jahr, Titel, Platzierungen, Wochen, Auszeichnungen, Anmerkungen) | Anmerkungen                              |
| Jahr | Titel        | DE | AT | CH | UK | US | Anmerkungen                              |
| ---- | ------------ | --- | --- | --- | --- | --- | ---------------------------------------- |
| 1991 | Blue Lines   | DE31 (17 Wo.)DE | AT5 (12 Wo.)AT | CH26 (7 Wo.)CH | UK13 ×2Doppelplatin · (88 Wo.)UK                                                                                                  | — | Erstveröffentlichung: 8. April 1991      |
| 1994 | Protection   | DE63 (8 Wo.)DE | AT21 (6 Wo.)AT | CH29 Gold · (3 Wo.)CH | UK4 Platin · (16 Wo.)UK | — | Erstveröffentlichung: 26. September 1994 |
| 1998 | Mezzanine    | DE6 Gold · (42 Wo.)DE | AT3 Gold · (16 Wo.)AT | CH6 Platin · (24 Wo.)CH | UK1 ×2Doppelplatin · (54 Wo.)UK                                                                                                   | US60 (7 Wo.)US | Erstveröffentlichung: 20. April 1998     |
| 2003 | 100th Window | DE3 (14 Wo.)DE | AT4 Gold · (15 Wo.)AT | CH1 Gold · (16 Wo.)CH | UK1 Gold · (6 Wo.)UK | US69 (6 Wo.)US | Erstveröffentlichung: 10. Februar 2003   |
| 2010 | Heligoland   | DE4 (10 Wo.)DE | AT5 (9 Wo.)AT | CH2 (14 Wo.)CH | UK6 Gold · (7 Wo.)UK | US46 (3 Wo.)US | Erstveröffentlichung: 8. Februar 2010    |

### Kompilationen
| Jahr | Titel     | Höchstplatzierung, Gesamtwochen, AuszeichnungChartplatzierungen (Jahr, Titel, Platzierungen, Wochen, Auszeichnungen, Anmerkungen) | Höchstplatzierung, Gesamtwochen, AuszeichnungChartplatzierungen (Jahr, Titel, Platzierungen, Wochen, Auszeichnungen, Anmerkungen) | Höchstplatzierung, Gesamtwochen, AuszeichnungChartplatzierungen (Jahr, Titel, Platzierungen, Wochen, Auszeichnungen, Anmerkungen) | Höchstplatzierung, Gesamtwochen, AuszeichnungChartplatzierungen (Jahr, Titel, Platzierungen, Wochen, Auszeichnungen, Anmerkungen) | Höchstplatzierung, Gesamtwochen, AuszeichnungChartplatzierungen (Jahr, Titel, Platzierungen, Wochen, Auszeichnungen, Anmerkungen) | Anmerkungen                         |
| Jahr | Titel     | DE | AT | CH | UK | US | Anmerkungen                         |
| ---- | --------- | --- | --- | --- | --- | --- | ----------------------------------- |
| 2006 | Collected | DE24 (10 Wo.)DE | AT13 (10 Wo.)AT | CH4 Gold · (18 Wo.)CH | UK2 ×2Doppelplatin · (33 Wo.)UK                                                                                                   | US198 (1 Wo.)US | Erstveröffentlichung: 27. März 2006 |

Weitere Kompilationen
- 1998: Singles 90/98
- 2006: Selected

### EPs
| Jahr | Titel             | Höchstplatzierung, Gesamtwochen, AuszeichnungChartplatzierungen (Jahr, Titel, Platzierungen, Wochen, Auszeichnungen, Anmerkungen) | Höchstplatzierung, Gesamtwochen, AuszeichnungChartplatzierungen (Jahr, Titel, Platzierungen, Wochen, Auszeichnungen, Anmerkungen) | Höchstplatzierung, Gesamtwochen, AuszeichnungChartplatzierungen (Jahr, Titel, Platzierungen, Wochen, Auszeichnungen, Anmerkungen) | Höchstplatzierung, Gesamtwochen, AuszeichnungChartplatzierungen (Jahr, Titel, Platzierungen, Wochen, Auszeichnungen, Anmerkungen) | Anmerkungen                            |
| Jahr | Titel             | DE | CH | UK | US | Anmerkungen                            |
| ---- | ----------------- | --- | --- | --- | --- | -------------------------------------- |
| 1992 | Massive Attack EP | — | CH35 (1 Wo.)CH | UK27 (4 Wo.)UK | — | Erstveröffentlichung: 10. Februar 1992 |
| 2016 | Ritual Spirit     | DE96 (1 Wo.)DE | — | — | US4 (9 Wo.)US | Erstveröffentlichung: 28. Januar 2016  |

Weitere EPs
- 2006: Bite Size Massive Attack
- 2010: Atlas Air
- 2020: Eutopia

### Soundtracks
| Jahr | Titel         | Höchstplatzierung, Gesamtwochen, AuszeichnungChartplatzierungen (Jahr, Titel, Platzierungen, Wochen, Auszeichnungen, Anmerkungen) | Höchstplatzierung, Gesamtwochen, AuszeichnungChartplatzierungen (Jahr, Titel, Platzierungen, Wochen, Auszeichnungen, Anmerkungen) | Anmerkungen                            |
| Jahr | Titel         | CH | UK | Anmerkungen                            |
| ---- | ------------- | --- | --- | -------------------------------------- |
| 2004 | Danny the Dog | CH92 (1 Wo.)CH | UK70 (1 Wo.)UK | Erstveröffentlichung: 11. Oktober 2004 |

### Remixalben
| Jahr | Titel         | Höchstplatzierung, Gesamtwochen, AuszeichnungChartsChartplatzierungen (Jahr, Titel, Platzierungen, Wochen, Auszeichnungen, Anmerkungen) | Anmerkungen                                              |
| Jahr | Titel         | UK | Anmerkungen                                              |
| ---- | ------------- | --- | -------------------------------------------------------- |
| 1995 | No Protection | UK10 ×2Doppelplatin · (62 Wo.)UK | Erstveröffentlichung: 17. Februar 1995 mit Mad Professor |

Weitere Remixalben
- 2006: Blue Lines – The Remixes
- 2006: Protection – The Remixes
- 2006: Mezzanine – The Remixes
- 2006: 100th Window – The Remixes

### Singles
| Jahr | Titel Album                       | Höchstplatzierung, Gesamtwochen, AuszeichnungChartplatzierungen (Jahr, Titel, Album, Platzierungen, Wochen, Auszeichnungen, Anmerkungen) | Höchstplatzierung, Gesamtwochen, AuszeichnungChartplatzierungen (Jahr, Titel, Album, Platzierungen, Wochen, Auszeichnungen, Anmerkungen) | Höchstplatzierung, Gesamtwochen, AuszeichnungChartplatzierungen (Jahr, Titel, Album, Platzierungen, Wochen, Auszeichnungen, Anmerkungen) | Höchstplatzierung, Gesamtwochen, AuszeichnungChartplatzierungen (Jahr, Titel, Album, Platzierungen, Wochen, Auszeichnungen, Anmerkungen) | Anmerkungen                                                  |
| Jahr | Titel Album                       | DE | AT | CH | UK | Anmerkungen                                                  |
| ---- | --------------------------------- | --- | --- | --- | --- | ------------------------------------------------------------ |
| 1991 | Unfinished Sympathy Blue Lines    | DE17 (16 Wo.)DE | — | CH9 (12 Wo.)CH | UK13 Platin · (9 Wo.)UK | Erstveröffentlichung: 11. Februar 1991 feat. Shara Nelson    |
| 1991 | Safe from Harm Blue Lines         | DE33 (9 Wo.)DE | AT23 (6 Wo.)AT | CH15 (4 Wo.)CH | UK25 (6 Wo.)UK | Erstveröffentlichung: 27. Mai 1991 feat. Shara Nelson        |
| 1994 | Sly Protection                    | — | — | — | UK24 (4 Wo.)UK | Erstveröffentlichung: 17. Oktober 1994                       |
| 1995 | Protection                        | — | — | — | UK14 (4 Wo.)UK | Erstveröffentlichung: 9. Januar 1995 feat. Tracey Thorn      |
| 1995 | Karmacoma Protection / Maxinquaye | — | — | — | UK28 (4 Wo.)UK | Erstveröffentlichung: 20. März 1995 feat. Tricky             |
| 1997 | Risingson Mezzanine               | — | — | — | UK11 (3 Wo.)UK | Erstveröffentlichung: 5. August 1997                         |
| 1998 | Teardrop Mezzanine                | DE52 (9 Wo.)DE | — | CH75 (3 Wo.)CH | UK10 ×2Doppelplatin · (13 Wo.)UK | Erstveröffentlichung: 27. April 1998 feat. Elizabeth Fraser  |
| 1998 | Angel Mezzanine                   | — | — | — | UK30 Silber · (2 Wo.)UK | Erstveröffentlichung: 13. Juli 1998                          |
| 2003 | Special Cases 100th Window        | — | — | — | UK15 (2 Wo.)UK | Erstveröffentlichung: 24. Februar 2003 feat. Sinéad O’Connor |
| 2006 | Live with Me Collected            | DE74 (4 Wo.)DE | AT58 (2 Wo.)AT | CH64 (5 Wo.)CH | UK17 (4 Wo.)UK | Erstveröffentlichung: 13. März 2006 feat. Terry Callier      |
| 2009 | Splitting the Atom Heligoland     | — | AT74 (1 Wo.)AT | CH68 (1 Wo.)CH | UK64 (1 Wo.)UK | Erstveröffentlichung: 4. Oktober 2009 feat. Horace Andy      |
| 2010 | Paradise Circus Heligoland        | — | — | CH41 (1 Wo.)CH | UK— SilberUK | Erstveröffentlichung: 11. Januar 2010 feat. Hope Sandoval    |
| 2016 | Ritual Spirit                     | DE96 (1 Wo.)DE | — | — | — | Erstveröffentlichung: 28. Januar 2016 feat. Azekel           |

Weitere Singles
- 1988: Any Love
- 1998: Inertia Creeps
- 2006: False Flags / United Snakes
- 2009: Psyche
- 2016: The Spoils
- 2016: Dear Friend

## Auszeichnungen für Musikverkäufe
| Goldene Schallplatte - Australien - 2003: für das Album 100th Window - Belgien - 1998: für das Album Mezzanine - 2003: für das Album 100th Window - 2006: für das Album Collected - Dänemark - 2022: für die Single Teardrop - Frankreich - 1998: für das Album Protection - 2006: für das Album Collected - Griechenland - 2007: für das Album Collected - Italien - 2014: für das Album Heligoland - 2014: für die Single Teardrop - 2015: für das Album Collected - 2016: für das Album Mezzanine - Kanada - 1998: für das Album Mezzanine - 2003: für das Album 100th Window - Neuseeland - 1995: für das Album Protection - 2006: für das Album Collected - Niederlande - 2000: für das Album Mezzanine - 2000: für das Album Protection - Norwegen - 1998: für das Album Mezzanine - Polen - 2010: für das Album Heligoland - Portugal - 2006: für das Album Collected - 2006: für das Album 100th Window - Spanien - 2000: für das Album Mezzanine - 2024: für die Single Teardrop | 2× Goldene Schallplatte - Frankreich - 1999: für das Album Mezzanine - 2000: für das Album Blue Lines Platin-Schallplatte - Australien - 1998: für das Album Mezzanine - Europa - 2004: für das Album Protection - 2010: für das Album Collected - Irland - 2006: für das Album Collected - Neuseeland - 2021: für die Single Teardrop 2× Platin-Schallplatte - Dänemark - 2019: für das Album Mezzanine - Europa - 2004: für das Album Mezzanine - Neuseeland - 1999: für das Album Mezzanine |

Anmerkung: Auszeichnungen in Ländern aus den Charttabellen bzw. Chartboxen sind in ebendiesen zu finden.
| Land/RegionAuszeichnungen für Musikverkäufe (Land/Region, Auszeichnungen, Verkäufe, Quellen) | Silber     | Gold       | Platin       | Verkäufe    | Quellen                       |
| -------------------------------------------------------------------------------------------- | ---------- | ---------- | ------------ | ----------- | ----------------------------- |
| Australien (ARIA)                                                                            | —          | Gold1      | Platin1      | 105.000     | aria.com.au                   |
| Belgien (BRMA)                                                                               | —          | 3× Gold3   | —            | 75.000      | ultratop.be                   |
| Dänemark (IFPI)                                                                              | —          | Gold1      | 2× Platin2   | 85.000      | ifpi.dk                       |
| Deutschland (BVMI)                                                                           | —          | Gold1      | —            | 250.000     | musikindustrie.de             |
| Europa (IFPI)                                                                                | —          | —          | 4× Platin4   | (4.000.000) | ifpi.org                      |
| Frankreich (SNEP)                                                                            | —          | 6× Gold6   | —            | 575.000     | snepmusique.com               |
| Griechenland (IFPI)                                                                          | —          | Gold1      | —            | 7.500       | Einzelnachweise               |
| Irland (IRMA)                                                                                | —          | —          | Platin1      | 15.000      | irishcharts.ie                |
| Italien (FIMI)                                                                               | —          | 4× Gold4   | —            | 90.000      | fimi.it                       |
| Kanada (MC)                                                                                  | —          | 2× Gold2   | —            | 100.000     | musiccanada.com               |
| Neuseeland (RMNZ)                                                                            | —          | 2× Gold2   | 3× Platin3   | 75.000      | aotearoamusiccharts.co.nz NZ2 |
| Niederlande (NVPI)                                                                           | —          | 2× Gold2   | —            | 80.000      | nvpi.nl                       |
| Norwegen (IFPI)                                                                              | —          | Gold1      | —            | 25.000      | ifpi.no                       |
| Österreich (IFPI)                                                                            | —          | 2× Gold2   | —            | 35.000      | ifpi.at                       |
| Polen (ZPAV)                                                                                 | —          | Gold1      | —            | 10.000      | olis.pl                       |
| Portugal (AFP)                                                                               | —          | 2× Gold2   | —            | 20.000      | Einzelnachweise               |
| Schweiz (IFPI)                                                                               | —          | 3× Gold3   | Platin1      | 100.000     | hitparade.ch                  |
| Spanien (Promusicae)                                                                         | —          | 2× Gold2   | —            | 80.000      | elportaldemusica.es           |
| Vereinigtes Königreich (BPI)                                                                 | 2× Silber2 | 2× Gold2   | 12× Platin12 | 5.100.000   | bpi.co.uk                     |
| Insgesamt                                                                                    | 2× Silber2 | 36× Gold36 | 24× Platin24 |             |                               |